# Бакиров, Виль Савбанович
Виль Савбанович Бакиров (укр. Віль Савбанович Бакіров) (род. 8 июня 1946, Уфа) — советский и украинский социолог, кандидат философских наук (1976), доктор социологических наук (1991), профессор (1994), академик Национальной академии наук Украины (с 2012), член-корреспондент Национальной академии педагогических наук Украины (с 2006). Ректор Харьковского национального университета имени В. Н. Каразина (1998—2021).

## Биография
Родился в Уфе.  Детство и юность шли в Житомире (Украина), где окончил среднюю школу и начал трудовую деятельность на станции «Житомир» Юго-Западной железной дороги.
В 1966 году поступил учиться в Харьковский юридический институт (ныне — Национальная юридическая академия имени Ярослава Мудрого), который окончил в 1970 году. По окончании института работал следователем в милиции.
С 1971 года работал на кафедре философии Харьковского института радиоэлектроники.
В 1976 году окончил аспирантуру Харьковского государственного университета и защитил диссертацию на соискание учёной степени кандидата философских наук по теме «Социальный контроль как регулятор общественных отношений» (специальность 09.00.01 — диалектический и исторический материализм).
С 1982 года работает в Харьковском государственном университете им. А. М. Горького (с 1999 г. — Харьковский национальный университет имени В. Н. Каразина).
В 1991 году защитил диссертацию на соискание учёной степени доктора социологических наук по теме «Ценностное сознание как объект социологического анализа (теоретические и методологические проблемы)» (специальность 22.00.01).
В 1990 году возглавил первый на Украине социологический факультет.
С 1990 по 1994 года — декан социологического факультета, с 1994 по 1996 — первый проректор университета.
В 1998 году избран ректором Харьковского национального университета имени В. Н. Каразина. В 2003 году избран ректором университета на второй срок. В 2018 избран ректором на третий срок. В 2021 году подал в отставку с поста ректора.

## Научная деятельность
В. С. Бакиров значительно обогатил теоретико-методологические принципы социологического анализа ценностного сознания, глубоко исследовал особенности его основных исторических форм, выявил, что постиндустриальный социум не только изменяет содержание ценностных представлений, но и коренным образом трансформирует сам способ их производства, активно включая в процесс ценностного самоопределения акторов механизмы социокультурной коммуникации.
Профессору В. С. Бакирову принадлежит цикл работ, в которых осуществлен глубокий социолого-политологический анализ культурных и институциональных изменений в постсоветской Украине. В частности, показано, что трансформационная модель, которая сложилась в украинском обществе уже на первом этапе постсоветской трансформации, привела к приватизации государства, слияния власти и собственности, что затруднило осуществление реальных демократических реформ как в экономике, политике, так и в социально-гуманитарной сфере.
В последние годы научные исследования В. С. Бакирова сосредоточены на анализе роли классических университетов в интеллектуальном развитии общества, изучении особенностей классического университетского образования в контексте глобализационных вызовов. Широко известны научные роботы В. С. Бакирова, посвященные коммуникативной парадигме развития университетской демократии, инновационным процессам в высшей школе, информационно-коммуникативным технологиям высшего образования.
В. С. Бакиров вместе с коллегами и учениками реализовал ряд научных проектов прикладного характера, направленных на совершенствование местного самоуправления, развитие университетской демократии, студенческого самоуправления, рынка труда, сравнительный анализ жизненных условий, способа жизни и состояния здоровья населения в постсоветских странах.

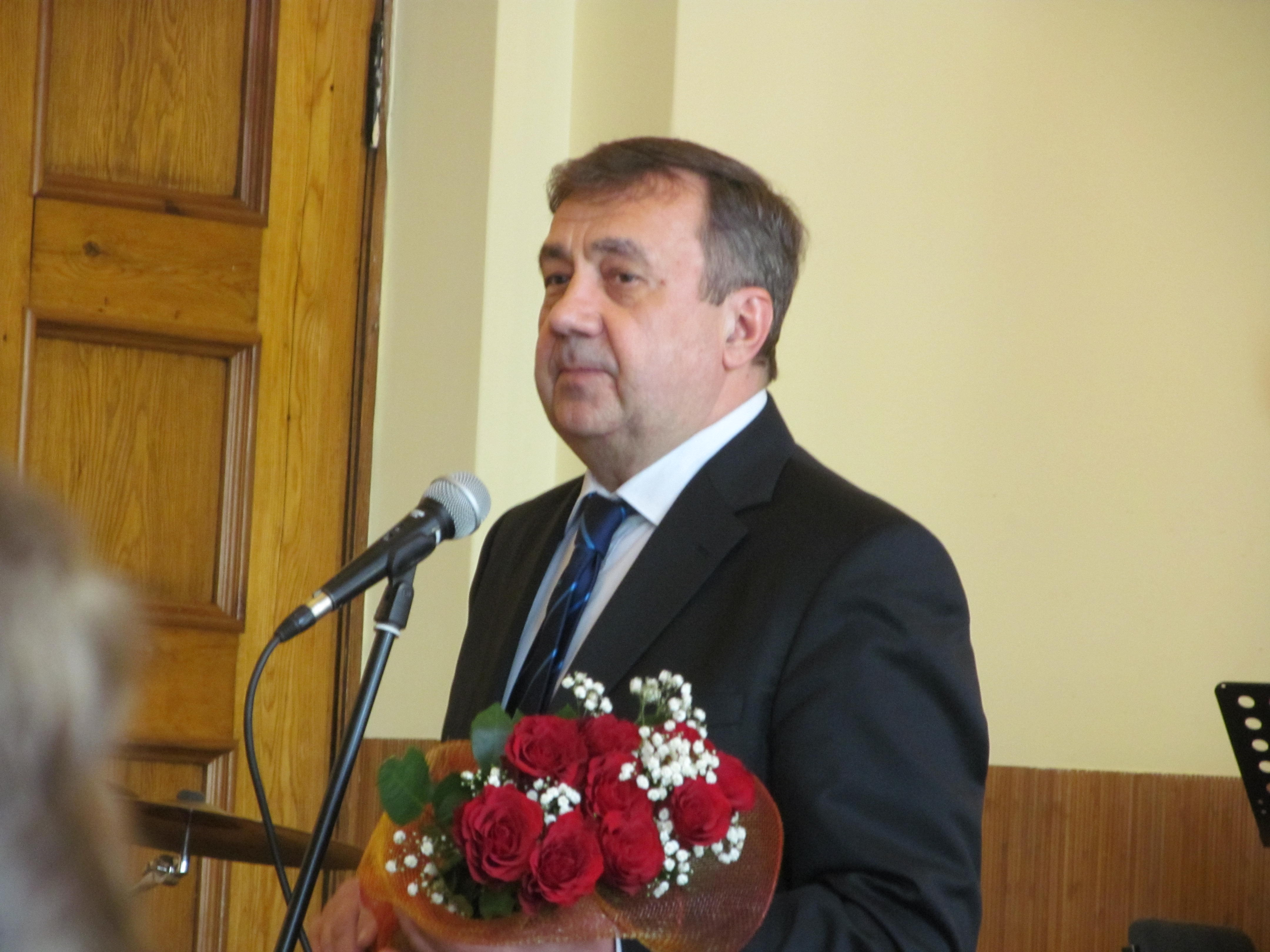
Виль Бакиров (2015, фото Г.Ганзбурга)

## Основные труды в социологии
- Бакіров В. С. Духовні цінності як об`єкт соціологічного аналізу // Філософська думка № 4, 1987. — С. 17 — 24.
- Бакиров В. С. Ценностное сознание и активизация человеческого фактора// Харьков: Вища школа, 1988, 152 с.
- Бакиров В. С. Какая идеология у нас возможна? // Общественные науки и современность. № 6, 1991. — С.60 — 68.
- Бакиров В. С. Социальное познание на пороге постиндустриального мира // Общественные науки и современность, № 1, 1993. — С. 68 — 77.
- Бакиров В. С. Город и государство: проблемы, тревоги, надежды горожан востока Украины // Харьков: Форт, 1996, 236 с.
- Бакіров В. С. Історичні форми ціннісної свідомості // Вісник Харківського національного університету ім. В. Н. Каразіна, Вип. 12, № 511, 2001, с. 9 — 15, Вип. 13, № 527, 2001. — С. 9 — 13.
- Політологія. / за ред. Кременя В. Г., Андрущенка В. П., Бакірова В. С., Кулагіна Ю.І. та ін., Київ.: Альтерпрес, 2002, 612 с.
- Філософія політики. Підручник. / за ред. Андрущенка В. П., Бакірова В. С., Бойченка М.І., Губерського Л. В. та ін. — К.: Знання України, 2003. — 400 с.
- Бакиров В. С. Постсоветский образ жизни: украинские особенности // Посткоммунистические трансформации: векторы, содержание, измерение / Под ред. О. Д. Куценко. Харьков: Изд-во Харьк. ун-та, 2004. — С. 227—242.
- Сравнительная политика. Основные политические системы современного мира / ред. Бакиров В. С., Сазонов Н. И., Фисун А. А. и др., Х.: изд-во ХНУ им. В. Н. Каразина, 2005, 592 с.
- Бакіров В. С. Дилеми класичної університетської освіти // Педагогічні і психологічні науки в Україні, т.4.: Київ: Педагогічна Освіта, 2007. — С.99 — 108.
- Бакиров В. С. Независимость от государства // The Autonomy of the University. Its Enemies and Friends. — Warshawa Fundacija «Institut Artes Liberales», 2007. — s. 23 — 30.
- Бакіров В. С. Університети в пошуках нової стратегії // Universitates. — 2008. — C.8 — 11.
- Бакиров В. С. Социальное познание и общение в постиндутриальном мире // Науково-практичний журнал Філософія людського спілкування. Філософія, психологія, соціальна коммунікація. — № 1. — 2009. — С. 19 — 27.
- Бакіров В. С. Соціологія вищої освіти: нові дослідницькі сюжети // Методологія, теорія та практика соціологічного аналізу сучасного суспільства: Збірник наукових праць. — Випуск 15. — Х.: ХНУ імені В.Н Каразіна, 2009. — С.561 — 566.
- Бакиров В. С. Коммуникативная природа пространственно-временных характеристик социума // Філософія людського спілкування. Філософія, психологія, соціальна коммунікація. — № 2. — 2009. — С.10 — 14.
- Fattori socio-culturali nella transizione all’ economia di mercato (Социокультурные факторы перехода к рыночной экономике. итал.) // La sindrome sovetica. Scritti sociologici Russi e Ucraini sulla crisi ed una risposta italiana. Milano. Franco Angeli. 1992, С. 51 — 60.
- La transizione all’ economia di mercato (Переход к рыночной экономике. итал.) // Progetto. Anno XII. #70. 1992, с. 41 — 45.
- Nuovi rapporti etnici generalli dalla scomparsa degli Stati multietnici (Новые этнические отношения, генерируемые распадом многонационального государства. итал.) // Problemi della Nuova Europa. Societa e relazioni internazionali verso gli assetti del Duemila. Gorizia-Brioni 1992, с. 42.
- La transizione Ucraina: dove porta la via del neo patrimoialismo // Futuribili. Il lungo presente della transizione. Dalla societa comunista alla scelta privata. Milano. — 2007. -№ 3. — C.139 — 153. — итал. (В соавторстве с А. А. Фисуном).